# Китайски веслонос
Китайските веслоноси (Psephurus gladius) са вид животни от семейство Веслоноси (Polyodontidae).
Те са изчезнал вид, вероятно около 2005 година.
Таксонът е описан за пръв път от Едуард фон Мартенс през 1862 година.